# Sombra Negra
La Sombra Negra son escuadrones de la muerte con sede en El Salvador, que se compone principalmente de policías y personal militar, los cuales eran miembros de la «justicia de vigilantes» que atacaban a los criminales y pandilleros.
Estos grupos de vigilantes se encontraban en El Salvador y no estaban bajo el mando oficial de la jurisdicción del gobierno salvadoreño.
El nombre apareció en torno a diciembre de 1994 en el Departamento de San Miguel. En abril de 1995, el grupo dijo que mató a diecisiete personas, el grupo afirmó que los muertos eran delincuentes o miembros de pandillas. Fue desarticulado en 1996, reapareciendo años después.
Los miembros de la Sombra Negra normalmente dejaban los ojos vendados y las manos atadas y/o los pulgares de sus víctimas a sus espaldas. Más tarde, las víctimas recibían disparos en la parte posterior de sus cráneos de una diversa gama de fusiles de asalto y subfusiles. 
Los miembros de la Sombra Negra ocultaban sus caras y utilizaban vehículos con cristales oscuros sin licencia. La Sombra Negra declaró que mataron a la gente porque el grupo consideraba que la policía no podía hacer cumplir las leyes de El Salvador.

## Apuntando a la Mara Salvatrucha y a la Mara 18
La Sombra Negra es muy conocida por su especialidad en la búsqueda y ejecución de los miembros de las bandas criminales callejeras salvadoreñas denominadas Mara Salvatrucha (MS-13), conocidos por cubrir sus cuerpos y rostros con tatuajes y dedicarse a cometer crímenes como asesinatos, violaciones, extorsión, y otros; así como a miembros de la Mara 18, la principal pandilla rival de la Mara Salvatrucha, y demás similares.

## Resurgencia
A partir de 2014, un aumento en la violencia de pandillas ha provocado una resurgencia de la actividad de estos escuadrones de la muerte. El fiscal salvadoreño para los derechos humanos, David Morales, dice que esta actividad puede estar relacionada con la policía. En una entrevista con Morales, el fiscal general explicó que la Sombra Negra ha causado una serie de agresiones sexuales entre miembros de pandillas. «Los miembros de las pandillas creen que la Sombra Negra se están infiltrando en sus filas. El liderazgo y los miembros han respondido violando presuntos infiltrados».
En 2019, miembros de la Sombra Negra dejaron una nota en el cuerpo de un pandillero donde decía que "la Sombra Negra regresó".

## Personas notables
Will Salgado, exmilitar y exalcalde de San Miguel.